# Mammouth (hypermarché)
Pour les articles homonymes, voir Mammouth (homonymie).
Mammouth était une enseigne d'hypermarchés française appartenant à la fois au groupe Docks de France et à la centrale d'achat Paridoc.
En 1996, Docks de France est racheté par le groupe Auchan, l'enseigne Mammouth disparaît ensuite progressivement et le dernier hypermarché ferme en 2009.

## Histoire de la marque Mammouth
Contrairement à d'autres groupes de distribution intégrés (comme Carrefour), l'enseigne Mammouth n'est pas initialement la propriété d'un groupe de distribution (Docks de France) mais d'une centrale d'achat (Paridoc en l'occurrence) regroupant plusieurs groupes de distribution.
L'enseigne Mammouth est utilisée par sept groupes de distribution différents dont les plus importants sont les Docks de France, la Société Alsacienne de Super-Marchés (SASM), Guyenne et Gascogne et le Groupe Schiever.
Le premier hypermarché Mammouth a ouvert ses portes en 1968 à Montceau-les-Mines (Saône-et-Loire),.
En 1977, les Docks de France ouvrent un hypermarché Mammouth à Oiartzun, au Pays basque espagnol.
En 1993, les Docks de France rachètent la Société Alsacienne de Supermarchés (SASM) pour un montant de 1,7 milliard de FF en lançant une offre publique d'achat (OPA) sur le capital du groupe. La participation de Docks de France dans la centrale d'achat Paridoc passe donc de 61 % à 77 % (SASM était actionnaire à 16 % de Paridoc). Cette opération est l'aboutissement d'une étroite et longue collaboration entre les groupes Docks de France et SASM. Mammouth est alors la 3e plus grande chaîne d'hypermarchés en France,.
En 1996, Auchan rachète le groupe des Docks de France et met fin, en 2009, à la présence des hypermarchés Mammouth dans le paysage de la distribution française[réf. nécessaire].

## La place de Mammouth dans la grande distribution en France

### Identité et visuel
Le premier logo était accompagné du slogan « Mammouth écrase les prix » utilisé au lancement de l'enseigne, un slogan qui a marqué les esprits d'une génération entière de Français.
En 1983, le slogan devient « Quand on sait ce que ça coûte, on choisit Mammouth ».
C'est en 1988 que le slogan devient « Mammouth centre de vie, pour le prix et pour le plaisir » (cf. publicité télévisuelle de l'époque).
Une ultime modification du slogan aura lieu en 1993 : « Mammouth, quelle énergie » alors que le logo connait sa première modification : les défenses sont représentées par un seul trait et les angles font place aux arrondis dans le dessin du mammouth.

Les différents logos Mammouth depuis l'origine
Logo et slogan Mammouth de 1969 à 1983.
Logo et slogan Mammouth de 1988 à 1993.
Logo Mammouth de 1993 à 2009.

Le slogan « Mammouth écrase les prix » a permis à Coluche d'en faire une contrepèterie, « Mamie écrase les prouts ».

### Le positionnement
Les Docks de France créent, par l'intermédiaire de la centrale d'achat Paridoc, l'enseigne Mammouth pour se positionner dans la grande distribution sur le segment des hypermarchés. Ils entrent sur ce segment avec des surfaces inférieures à 5 000 m2 : la surface moyenne d'un hypermarché Mammouth est de 3 403 m2. Son petit format lui permet de s'implanter en zone urbaine contrairement aux hypermarchés Carrefour qui en raison de leur taille (10 000 m2) doivent s'implanter en périphérie des villes. De même l'éventail de leurs ventes est spécifique : les ventes de produits alimentaires, en 1976, représentent 70 % du chiffre d'affaires de l'enseigne Mammouth (contre 50 % pour Carrefour) et les produits frais 35 % (contre moins de 5 % pour Carrefour). L'enseigne se positionne clairement sur de bas prix et un choix de références plus resserré que dans les autres enseignes.

### Les implantations
|                                                        | En 1966 | En 1969 | En 1972 | En 1975 | En 1990 | En 1993 | En 1996 | En 2000 | En 2004 | En 2009 | En 2010 | En 2012 |
| ------------------------------------------------------ | ------- | ------- | ------- | ------- | ------- | ------- | ------- | ------- | ------- | ------- | ------- | ------- |
| Hypermarchés Mammouth                                  | 0       | 1       |         |         |         | 89      | 75      |         |         | 1       | 0       |         |

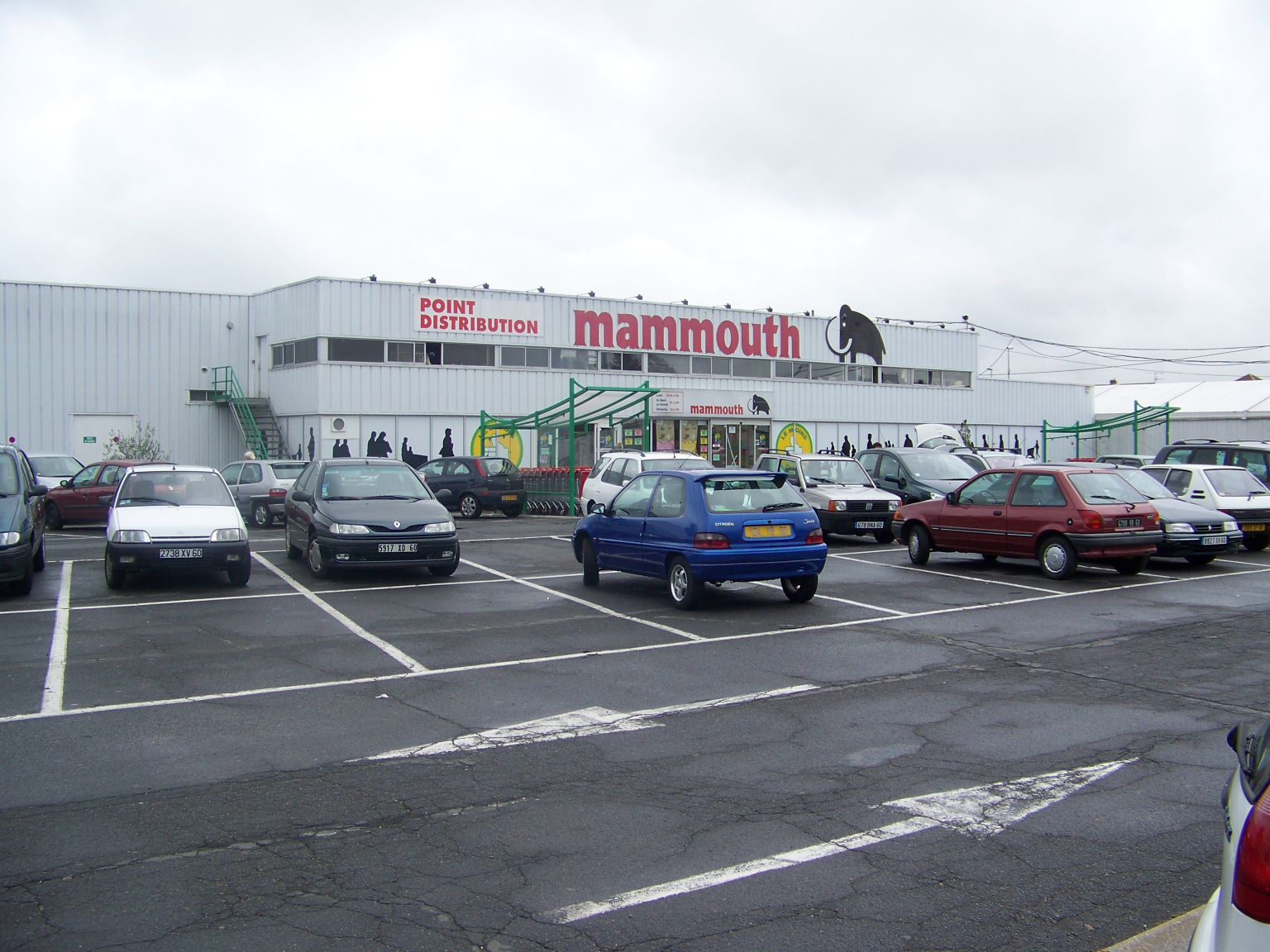
L'hypermarché Mammouth de Lacroix-Saint-Ouen en 2008.

| Nombre total d'hypermarchés toute enseignes confondues | 2       | 89      | 223     | 323     | 933     | 1 036   | 1 109   | 1 154   | 1 375   |         |         | 1 900   |

### Mammouth en quelques chiffres
Lors de son rachat par Auchan en 1996, l'enseigne Mammouth représentait en France :
- 75 hypermarchés à l'enseigne Mammouth (dont seulement 67 appartenaient en propre au groupe Docks de France, les autres étant des exploitants indépendants franchisés).
- un chiffre d'affaires de 28 979 millions de FF[6]

## La marque d'hypermarchés des Docks de France
Bien que l'enseigne Mammouth soit la propriété de la centrale d'achat Paridoc, elle est très souvent assimilée comme étant propriété du groupe Docks de France, celui-ci détenant par ailleurs 61 % des parts de Paridoc au 31 décembre 1992 (puis 77 % au 31 décembre 1993).

### Création de l'enseigne Mammouth
Le premier hypermarché Mammouth a ouvert à Montceau-les-Mines dans la Saône-et-Loire le 10 octobre 1968,.

### La centrale d'achats Paridoc
Paridoc est une centrale d'achat succursaliste. Elle est présente sur tout le territoire métropolitain français et regroupe au 31 décembre 1992 sept groupes de distribution différents, suivant la clef de répartition suivante : 
- Docks de France : 61 % ;
- Société Alsacienne de Supermarchés (S.A.S.M.) : 16 % ;
- Coopérative des Saintes : 8 % ;
- Groupe Schiever : 6 % ;
- Guyenne et Gascogne : 4 % ;
- Supermarchés P.G. : 3,5 % ;
- Établissements Charenton : 1,5 %[18],[6],[19].

L'absorption de Docks de France par Auchan, puis son intégration dans le groupe, va rendre caduque l'utilité de la centrale d'achat Paridoc. Celle-ci va fermer et son personnel fera l'objet d'un plan social courant 1998.

### Développement de la marque
Dès le début de la grande distribution en France, le développement s'est effectué de la même manière pour tous les acteurs du secteur : par de nouvelles implantations. L'enseigne Mammouth n'a pas dérogé à la règle. Ce sont les lois Royer puis Raffarin qui ont mis un frein à ce système : elles ont entrainé une vague de concentrations dans le secteur.
En 1996, le groupe Docks de France réfléchit à une opération de croissance externe avant de se faire lui-même racheter par Auchan.
Le groupe Docks de France a été une victime de cette phase de concentration du secteur en se faisant absorber par Auchan en 1996.

## Le rachat des Docks de France par Auchan
Au début des années 1990, le développement des grandes surfaces est bloqué. La loi Raffarin aggrave la loi Royer et gèle le secteur de la distribution en soumettant toute nouvelle implantation d'une surface commerciale supérieure à 300 m2 à une autorisation administrative. Les groupes de distribution sont donc confrontés au problème du développement de leur surface de vente. La mise en place de cette loi en juillet 1996, va favoriser la mise en place d'un processus de concentration du secteur de la grande distribution en France.

### Rachat par Auchan
Pour les actionnaires du groupe Auchan, les Docks de France représentent l'avantage de la complémentarité. Une complémentarité géographique tout d'abord : les Docks de France, originaires de Tours, sont plutôt absents du Nord de la France. Et une complémentarité sectorielle : le groupe Auchan est plutôt présent sur les très grandes surfaces de vente : les hypermarchés d'une surface de 10 000 m2, alors que les Docks de France sont spécialisés sur des tailles inférieures (des hypermarchés de 5 000 m2 avec Mammouth et les supermarchés Atac).

#### Prise de participation minoritaire
Au printemps 1996, le groupe Auchan prend une participation minoritaire dans le capital de la société Docks de France. Celle-ci se monte à 10,6 % à fin mai 1996 puis à 16,64 % à fin juin 1996. Cette participation est considérée par Michel Deroy, PDG des Docks de France comme hostile,.

#### Offre publique d'achat sur Docks de France
Le 24 juin 1996, Auchan, déjà propriétaire de 16,64 % des actions, lance une OPA hostile sur le groupe des Docks de France, au prix de 1 250 FF l'action, totalement payable en liquide. Ce prix valorise le groupe des Docks de France à 17,5 milliards de FF.
Le 9 juillet 1996, le Conseil d'administration des Docks de France considère l'offre comme inamicale et contraire aux intérêts du groupe. Il se met en recherche d'un chevalier blanc et charge les banques d'affaires Banexi et Goldman Sachs de rendre l'OPA indigeste aux appétits d'Auchan. Cependant, le communiqué du Conseil d'Administration porte en lui-même des contradictions, notamment « les administrateurs de Docks de France ont pris quant à présent la décision de ne pas apporter leurs titres à l'offre ». Ce qui peut s'interpréter comme une ouverture en direction d'Auchan ou l'expression d'une fissure dans le bloc des actionnaires familiaux.
Fin juillet 1996, à la suite de l'augmentation du prix de l'offre d'achat (de 1 250 FF à 1 270 FF l'action), la direction du groupe des Docks de France approuvait l'offre d'Auchan. Elle affirme avoir reçu des engagements de la part d'Auchan quant à l'autonomie juridique et opérationnelle des Docks de France : « Les intentions d'Auchan étant claires quant à la pérennité de l'entreprise et de l'emploi, et à son autonomie juridique et opérationnelle, le conseil, confiant dans le respect de ces engagements, a considéré l'offre d'Auchan compatible avec les intérêts de Docks de France ». Le groupe des Docks de France est alors valorisé 18,5 milliards de francs français,,,.

### Intégration dans le groupe Auchan
Auchan mène rapidement la transformation des hypermarchés Mammouth en hypermarchés Auchan : 6 mois après l'OPA, 24 magasins ont déjà changé d'enseigne. Mais la transformation ne concerne pas que le changement d'enseigne ; elle touche également les méthodes de travail, le management et les systèmes d'exploitation de la marque. L'offre de l'enseigne sera également revue afin d'être peu à peu étendue par un élargissement des assortiments : Auchan propose 60 000 références, là où Mammouth n'en propose que 35 000. En 1996, un hypermarché Auchan génère des ventes à 97 000 F/m², Mammouth atteint 57 100 F/m² dans ses grands hypermarchés. Par ailleurs alors que les hypermarchés à l'enseigne Mammouth sont gérés de manière très centralisée, les hypermarchés Auchan bénéficient d'une certaine dose d'indépendance dans leur gestion (qui va du directeur de magasin au chef de rayon). Afin d'aider la transition d'un modèle à l'autre, Auchan a inventé l'idée du jumelage entre magasins : chaque magasin Mammouth est jumelé avec un Auchan. Cela permet aux personnels des deux enseignes d'échanger autour de leurs savoir-faire respectifs,,.

#### La feuille de route de la transition
Dès les résultats de l'OPA connus, le management a pour mission la réalisation de cette feuille de route :
- 23 août 1996 : à l'issue de la clôture de l'OPA, le groupe Auchan possède 98,6 % des actions Docks de France.
- 26 septembre 1996 : réorganisation par métiers avec 7 directions régionales « Grands Hyper » et une direction nationale « Hypers »
- 24 avril 1997 : le premier Mammouth à passer sous enseigne Auchan est celui de Saint-Genis-Laval (69)
- mai 1997 : présentation de la nouvelle structure juridique du groupe
- fin septembre 1997 : restera 34 Mammouth à transformer
- fin juin 1998 : disparition totale de l'enseigne Mammouth
- fin décembre 1998 : la réorganisation juridique est terminée[26].

#### Disparition de l'enseigne
Le 6 octobre 2009 (soit 41 ans après l'ouverture du premier magasin Mammouth), le dernier magasin Mammouth, indépendant et affilié au groupe Auchan, à Lacroix-Saint-Ouen près de Compiègne dans l'Oise, ferme. Ce magasin, vieillissant était un ancien Centre Leclerc dont le propriétaire avait quitté le groupement Leclerc pour s'affilier à Paridoc, puis à Auchan.
Il a été remplacé par un nouvel hypermarché qui prend l'enseigne Auchan à son ouverture sur le territoire de la commune,, puis deviendra Leclerc par la suite.

## Culture populaire
En 1989, l'enseigne Mammouth est citée dans le sketch Télémagouilles (parodie d'un jeu télévisé) du groupe d'humoristes Les Inconnus. La candidate Véronique (jouée par Didier Bourdon) déclare lors de sa présentation : « j'ai 26 ans et je suis caissière à Félix Potin, mais je ne compte pas faire ça toute ma vie, je compte bientôt rentrer caissière à Mammouth ! »,,.

## Sources documentaires